# Stefan Kraft
Stefan Kraft (* 13. Mai 1993 in Schwarzach im Pongau) ist ein österreichischer Skispringer. 2016/17 und 2019/20 gewann er sowohl den Gesamtweltcup als auch den Skiflug-Weltcup. 2023/24 wurde er erneut Gesamtweltcupsieger. 2017 krönte er sich in Lahti zum Doppelweltmeister auf Normal- und Großschanze. Darüber hinaus sicherte er sich den Sieg der Vierschanzentournee 2014/15 sowie zahlreiche weitere WM-Medaillen. Vom 18. März 2017 bis zum 30. März 2025 hielt er mit 253,5 Metern den Skiflugweltrekord. Bei den Olympischen Winterspielen 2022 in Peking wurde er Olympiasieger im Teamwettbewerb von der Großschanze. Im Jänner 2024 gewann er die Skiflug-Weltmeisterschaft am Kulm.

## Werdegang
Kraft, der für den Verein SV Schwarzach startet, kam im Alter von zehn Jahren zum Skispringen. Dort trainierte er bei Christian Wallner. Zwei Jahre später gab er bereits sein internationales Debüt bei ersten FIS-Springen, nachdem er beim Austriacup 2005 den sechsten Gesamtrang belegt hatte. Ab 2008 startete Kraft im Alpencup, bevor er im Jänner 2009 erstmals in Eisenerz einen Startplatz im FIS Cup bekam.
Beim Alpencup 2010 gelangen ihm durchweg gute Platzierungen, meist sogar im Podestbereich. Das letzte Springen in Hinterzarten am 15. Jänner 2011 gewann er. Daraufhin wurde er vom Verband für die Nordischen Junioren-Skiweltmeisterschaften im estnischen Otepää nominiert und gewann im Einzel Silber und in der Mannschaft mit Michael Hayböck, Markus Schiffner und Thomas Lackner Gold. Dabei stellte er auf der Tehvandi-Schanze mit 100 Metern einen neuen Schanzenrekord auf. Nach den Junioren-Weltmeisterschaften wurde er in den Continental-Cup-Kader berufen und konnte dabei bereits das erste Springen in Brotterode gewinnen. Im zweiten Springen wurde er Achter. Auch in Iron Mountain, Kranj und Zakopane startete Kraft im Continental Cup und holte Punkte.
In der Sommersaison 2011 startete Kraft überwiegend im Continental-Cup, wo er in Courchevel am 30. Juli 2011 den zweiten Platz belegte. Am 1. Oktober 2011 in Hinzenbach wurde er erstmals im Sommer-Grand-Prix eingesetzt und konnte dort auf Anhieb als 29. seine beiden ersten Grand-Prix-Punkte erspringen.

### Weltcup-Debüt
Sein Weltcup-Debüt gab Kraft am 6. Jänner 2012 beim Abschlussspringen der Vierschanzentournee 2011/12, als er in Bischofshofen 54. wurde. Im Jänner 2013 gewann er wiederum im Zuge der Vierschanzentournee am Bergisel als 23. seine ersten Weltcuppunkte. Genau ein Jahr nach seinem Weltcup-Debüt erreichte Kraft in Bischofshofen bei seinem erst dritten Weltcup-Springen mit dem 3. Rang seinen ersten Podestplatz im Weltcup. Nur 2 Tage darauf, am 8. Jänner 2013, stellte er im Qualifikationsspringen auf der Malinka-Schanze in Wisła mit einem Sprung auf 139 Meter einen neuen Schanzenrekord auf. Bei den Junioren-Weltmeisterschaften 2013 im tschechischen Liberec belegte er hinter Jaka Hvala und Klemens Murańka den dritten Platz, verpasste mit der österreichischen Mannschaft als Vierter aber eine weitere Medaille. In Oberstdorf feierte Kraft am 16. Februar 2013 auf der Heini-Klopfer-Skiflugschanze sein Skiflug-Debüt und belegte auf Anhieb einen starken elften Platz.

### Erster Weltcupsieg
Seinen ersten Sieg im Weltcup erreichte Kraft im Auftaktspringen der Vierschanzentournee 2014/15 am 29. Dezember 2014 in Oberstdorf.

Am 4. Jänner 2015 stellte er mit 137,0 Metern in Innsbruck einen neuen Schanzenrekord auf, welcher jedoch noch am selben Tag von seinem Teamkollegen Michael Hayböck auf 138,0 Meter verbessert wurde. Zwei Tage später gewann er in Bischofshofen die Gesamtwertung der Tournee.
Beim Weltcupspringen am 14. März 2015 in Trondheim führte er nach dem ersten Durchgang. Im zweiten Durchgang ging seine Bindung auf und er stürzte fast. Damit verlor er die Gesamtweltcupführung an den Tagessieger Severin Freund, den späteren Gesamtweltcupsieger.

### Doppelweltmeister, Weltrekord-Inhaber und Gesamtweltcupsieger 2017
Bei den Nordischen Skiweltmeisterschaften 2017 in Lahti wurde Kraft erster österreichischer Doppelweltmeister im Skispringen. Er siegte sowohl auf der Normal- als auch auf der Großschanze vor dem Deutschen Andreas Wellinger. Zudem gewann er mit dem Mixed-Team die Silbermedaille und mit der Mannschaft zum Abschluss der WM die Bronzemedaille von der Großschanze. Somit hat Kraft allein bei den Weltmeisterschaften in Lahti 2017 vier Medaillen gewonnen (2× Gold, 1× Silber, 1× Bronze). In der Geschichte der nordischen Skiweltmeisterschaften waren im Skispringen bisher nur seine beiden Landsmänner Thomas Morgenstern (3× Gold, 1× Silber) und Gregor Schlierenzauer (3× Gold) 2011 in Oslo bei einer einzelnen Weltmeisterschaftsteilnahme noch erfolgreicher gewesen.
Am 18. März 2017 stellte er im Teamwettbewerb am Vikersundbakken mit 253,5 Metern einen neuen Skiflugweltrekord auf. Er übertraf damit die im gleichen Wettkampf zuvor aufgestellte Rekordmarke des Norwegers Robert Johansson um 1,5 Meter sowie den zwei Jahre alten Rekord von dessen Landsmann Anders Fannemel um zwei Meter. Einen weiteren Erfolg landete er bei der neu eingeführten Raw-Air-Serie, einer vom 10. bis 19. März in Norwegen ausgetragenen Tournee, die er knapp vor Kamil Stoch gewann und 60.000 Euro Preisgeld kassierte. Beim letzten Saisonwettbewerb, dem Skifliegen am 26. März in Planica, konnte sich Kraft mit seinem achten Saisonsieg sowohl die Gesamtweltcupwertung als auch die Einzelwertung im Skifliegen sichern.

### Von 2018 bis zur ersten Olympiamedaille 2022
Im Februar 2018 nahm er im südkoreanischen Pyeongchang erstmals an den Olympischen Winterspielen teil. Er ging bei allen drei Skisprung-Wettbewerben an den Start. Im Einzelwettbewerb auf der Normalschanze belegte er den 13. Rang und im Einzelwettbewerb auf der Großschanze den 18. Rang. Mit der österreichischen Mannschaft wurde er auf der Großschanze Vierter und blieb damit bei den gesamten Winterspielen hinter seinen Erwartungen zurück.

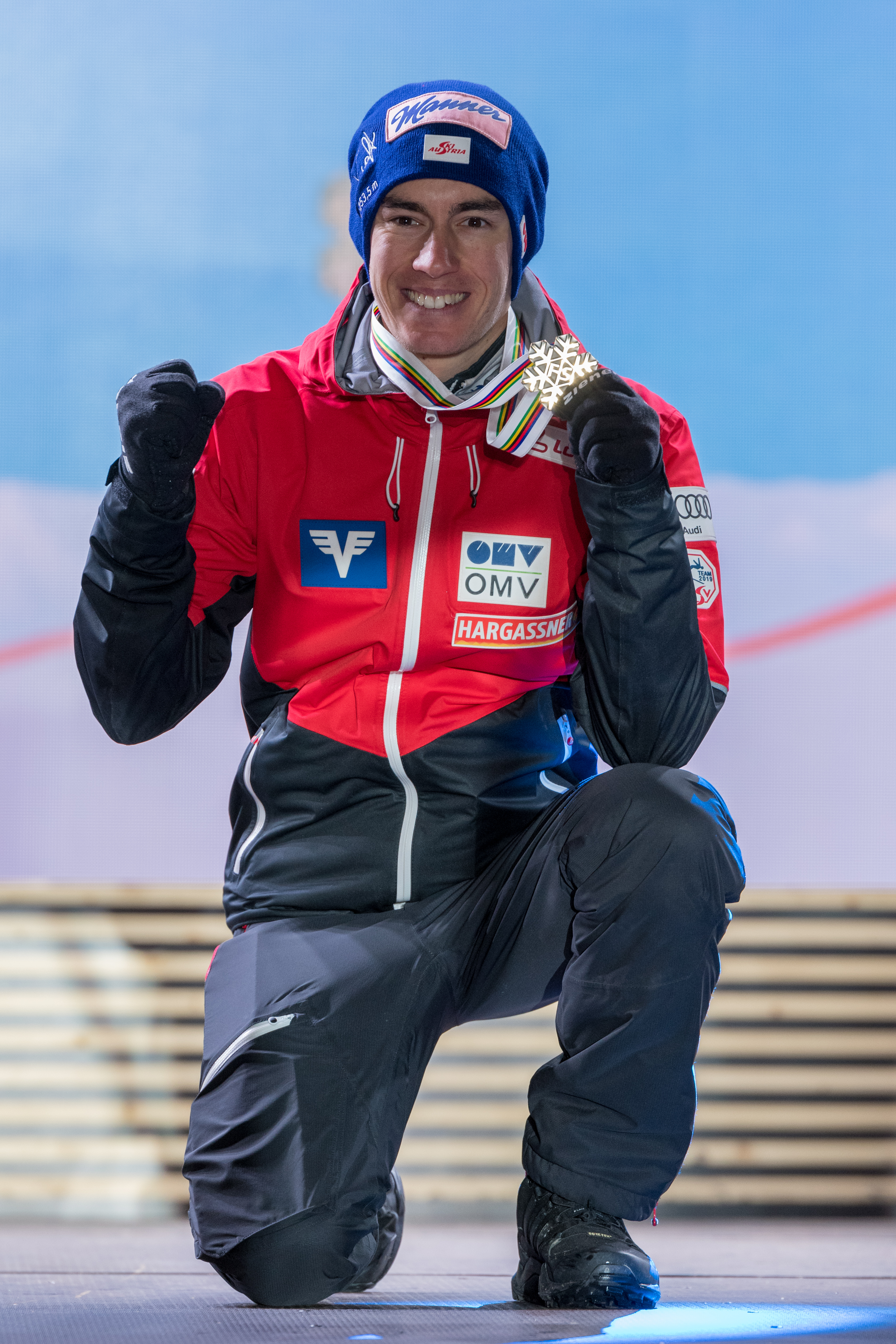
Kraft bei der WM 2019 in Seefeld

Bei den Weltmeisterschaften 2019 in Seefeld in Tirol gewann er mit seinen Mannschaftskameraden Philipp Aschenwald, Michael Hayböck und Daniel Huber die Silbermedaille im Mannschaftsspringen hinter der deutschen Mannschaft. In den Einzelwettbewerben gewann er von der Normalschanze die Bronzemedaille hinter den beiden Polen Dawid Kubacki und Kamil Stoch. Er profitierte dabei vom einsetzenden Schneefall, der nach seinem zweiten Sprung die Anlaufspur deutlich langsamer machte und somit insbesondere die Führenden des ersten Durchgangs traf. Selbst der österreichische Verbandspräsident Peter Schröcksnadel sprach von einer Lotterie und kritisierte das Festhalten am Zeitplan: „Wir haben Glück gehabt. Wir haben eine Bronzene in der Lotterie gewonnen und darüber freuen wir uns. Es war ein verrücktes Springen und für mich nicht regulär. (…) Mit längerem Zuwarten hätte man den dichtesten Schneefall übertauchen können, das schnelle Durchziehen nur für das Fernsehen ist nicht richtig gewesen.“ Von der Großschanze belegte er den sechsten Rang. Im abschließenden Mixed-Team-Wettbewerb wurde er gemeinsam mit Eva Pinkelnig, Philipp Aschenwald und Daniela Iraschko-Stolz Vizeweltmeister hinter der deutschen Mannschaft.
Die Weltcup-Saison 2020/21 verlief für Kraft zunächst problematisch. Er erkrankte bei einem Ausbruch in der österreichischen Mannschaft an COVID-19 und litt an anhaltenden Rücken- und Leistenschmerzen. Bei den Nordischen Skiweltmeisterschaften 2021 in Oberstdorf wurde er auf der Normalschanze Zehnter im Einzel und zusammen mit Marita Kramer, Michael Hayböck und Daniela Iraschko-Stolz Dritter im Mixed-Teamwettbewerb. Auf der Großschanze gewann er die Goldmedaille vor Robert Johansson und Karl Geiger. Im Mannschaftswettbewerb holte er zusammen mit Philipp Aschenwald, Jan Hörl und Daniel Huber die Silbermedaille.
Bei den Olympischen Winterspielen 2022 in Peking belegte er im Einzelwettbewerb von der Normalschanze den zehnten Rang und von der Großschanze den 13. Rang. Im Mixed-Teamwettbewerb belegte er den fünften Platz, bevor er mit dem österreichischen Herren-Team seine erste olympische Medaille gewann, er wurde zusammen mit Daniel Huber, Jan Hörl und Manuel Fettner Olympiasieger von der Großschanze.

### Saisondominator 2023/24
In der Weltcup-Saison 2023/24 feierte Kraft bei den ersten vier Springen der Saison vier Siege. Durch den Sieg in Zakopane am 21. Jänner 2024 konnte Kraft den 109. Podestplatz bei einem Einzelwettbewerb im Weltcup feiern und damit den Rekord von Janne Ahonen brechen. Eine Woche später, am 27. Jänner 2024, gewann er die aufgrund starken Windes in nur drei Durchgängen ausgetragene Skiflug-WM am Kulm und kürte sich damit zum ersten österreichischen Weltmeister im Skifliegen seit Gregor Schlierenzauer bei der Skiflug-WM 2008 in Oberstdorf. Mit dem 13. Saisonsieg in Vikersund sicherte er sich vorzeitig den Sieg in der Weltcup-Gesamtwertung 2023/2024.

## Erfolge

### Weltcupsiege im Einzel
| Nr. | Datum             | Ort             | Typ           |
| --- | ----------------- | --------------- | ------------- |
| 01. | 29. Dezember 2014 | Oberstdorf      | Großschanze   |
| 02. | 15. Jänner 2015   | Wisła           | Großschanze   |
| 03. | 8. März 2015      | Lahti           | Großschanze   |
| 04. | 24. Jänner 2016   | Zakopane        | Großschanze   |
| 05. | 30. Dezember 2016 | Oberstdorf      | Großschanze   |
| 06. | 4. Februar 2017   | Oberstdorf      | Flugschanze   |
| 07. | 5. Februar 2017   | Oberstdorf      | Flugschanze   |
| 08. | 15. Februar 2017  | Pyeongchang     | Großschanze   |
| 09. | 12. März 2017     | Oslo            | Großschanze   |
| 10. | 16. März 2017     | Trondheim       | Großschanze   |
| 11. | 24. März 2017     | Planica         | Flugschanze   |
| 12. | 26. März 2017     | Planica         | Flugschanze   |
| 13. | 20. Jänner 2019   | Zakopane        | Großschanze   |
| 14. | 26. Jänner 2019   | Sapporo         | Großschanze   |
| 15. | 27. Jänner 2019   | Sapporo         | Großschanze   |
| 16. | 12. März 2019     | Lillehammer     | Großschanze   |
| 17. | 8. Dezember 2019  | Nischni Tagil   | Großschanze   |
| 18. | 2. Februar 2020   | Sapporo         | Großschanze   |
| 19. | 16. Februar 2020  | Bad Mitterndorf | Flugschanze   |
| 20. | 22. Februar 2020  | Râșnov          | Normalschanze |
| 21. | 28. Februar 2020  | Lahti           | Großschanze   |
| 22. | 11. Dezember 2021 | Klingenthal     | Großschanze   |
| 23. | 25. Februar 2022  | Lahti           | Großschanze   |
| 24. | 3. März 2022      | Lillehammer     | Großschanze   |
| 25. | 19. März 2022     | Oberstdorf      | Flugschanze   |
| 26. | 27. November 2022 | Kuusamo         | Großschanze 1 |
| 27. | 21. Jänner 2023   | Sapporo         | Großschanze   |
| 28. | 12. März 2023     | Oslo            | Großschanze   |
| 29. | 19. März 2023     | Vikersund       | Flugschanze   |
| 30. | 1. April 2023     | Planica         | Flugschanze   |
| 31. | 25. November 2023 | Kuusamo         | Großschanze   |
| 32. | 26. November 2023 | Kuusamo         | Großschanze   |
| 33. | 2. Dezember 2023  | Lillehammer     | Normalschanze |
| 34. | 3. Dezember 2023  | Lillehammer     | Großschanze   |
| 35. | 17. Dezember 2023 | Engelberg       | Großschanze   |
| 36. | 6. Jänner 2024    | Bischofshofen   | Großschanze   |
| 37. | 21. Jänner 2024   | Zakopane        | Großschanze   |
| 38. | 11. Februar 2024  | Lake Placid     | Großschanze   |
| 39. | 17. Februar 2024  | Sapporo         | Großschanze   |
| 40. | 25. Februar 2024  | Oberstdorf      | Flugschanze   |
| 41. | 9. März 2024      | Oslo            | Großschanze   |
| 42. | 13. März 2024     | Trondheim       | Großschanze   |
| 43. | 17. März 2024     | Vikersund       | Flugschanze   |
| 44. | 29. Dezember 2024 | Oberstdorf      | Großschanze   |
| 45. | 4. Jänner 2025    | Innsbruck       | Großschanze   |

### Weltcupsiege im Team
| Nr. | Datum             | Ort              | Typ               |
| --- | ----------------- | ---------------- | ----------------- |
| 01. | 1. März 2014      | Lahti            | Großschanze       |
| 02. | 22. März 2014     | Planica          | Großschanze       |
| 03. | 11. März 2017     | Oslo             | Großschanze       |
| 04. | 9. Februar 2019   | Lahti            | Großschanze       |
| 05. | 23. November 2019 | Wisła            | Großschanze       |
| 06. | 21. November 2020 | Wisła            | Großschanze       |
| 07. | 4. Dezember 2021  | Wisła            | Großschanze       |
| 08. | 26. Februar 2022  | Lahti            | Großschanze       |
| 09. | 10. Dezember 2022 | Titisee-Neustadt | Großschanze Mixed |
| 10. | 14. Jänner 2023   | Zakopane         | Großschanze       |
| 11. | 25. März 2023     | Lahti            | Großschanze       |
| 12. | 1. April 2023     | Planica          | Flugschanze       |
| 13. | 20. Jänner 2024   | Zakopane         | Großschanze       |
| 14. | 10. Februar 2024  | Lake Placid      | Großschanze 2     |
| 15. | 23. März 2024     | Planica          | Flugschanze       |
| 16. | 18. Jänner 2025   | Zakopane         | Großschanze       |
| 17. | 29. März 2025     | Planica          | Flugschanze       |

### Grand-Prix-Siege im Einzel
| Nr. | Datum              | Ort        | Typ         |
| --- | ------------------ | ---------- | ----------- |
| 01. | 12. September 2015 | Almaty     | Großschanze |
| 02. | 7. August 2021     | Courchevel | Großschanze |
| 03. | 13. August 2024    | Courchevel | Großschanze |
| 04. | 14. August 2024    | Courchevel | Großschanze |

### Continental-Cup-Siege im Einzel
| Nr. | Datum             | Ort           | Typ         |
| --- | ----------------- | ------------- | ----------- |
| 01. | 5. Februar 2011   | Brotterode    | Großschanze |
| 02. | 28. Jänner 2012   | Bischofshofen | Großschanze |
| 03. | 8. Dezember 2012  | Almaty        | Großschanze |
| 04. | 9. Dezember 2012  | Almaty        | Großschanze |
| 05. | 27. Dezember 2012 | Engelberg     | Großschanze |
| 06. | 3. Februar 2013   | Planica       | Großschanze |
| 07. | 9. September 2017 | Stams         | Großschanze |

## Statistik

### Weltcup-Platzierungen
| Saison  | Platz | Punkte |
| ------- | ----- | ------ |
| 2012/13 | 31.   | 0202   |
| 2013/14 | 10.   | 0539   |
| 2014/15 | 03.   | 1578   |
| 2015/16 | 06.   | 1006   |
| 2016/17 | 01.   | 1665   |
| 2017/18 | 04.   | 0881   |
| 2018/19 | 02.   | 1349   |
| 2019/20 | 01.   | 1659   |
| 2020/21 | 17.   | 0429   |
| 2021/22 | 05.   | 1069   |
| 2022/23 | 02.   | 1790   |
| 2023/24 | 01.   | 2149   |
| 2024/25 | 03.   | 1290   |

### Vierschanzentournee-Platzierungen
| Saison  | Platz | Punkte |
| ------- | ----- | ------ |
| 2011/12 | 67.   | 0082,5 |
| 2012/13 | 40.   | 0480,2 |
| 2013/14 | 27.   | 0723,6 |
| 2014/15 | 01.   | 1106,7 |
| 2015/16 | 05.   | 1036,2 |
| 2016/17 | 06.   | 0926,5 |
| 2017/18 | 20.   | 0859,1 |
| 2018/19 | 17.   | 0881,6 |
| 2019/20 | 05.   | 1086,0 |
| 2020/21 | 08.   | 1019,1 |
| 2021/22 | 26.   | 0751,4 |
| 2022/23 | 06.   | 1077,5 |
| 2023/24 | 03.   | 1112,7 |
| 2024/25 | 03.   | 1190,3 |

### Raw-Air-Platzierungen
| Saison | Platz | Punkte |
| ------ | ----- | ------ |
| 2017   | 01.   | 2298,1 |
| 2018   | 04.   | 2480,9 |
| 2019   | 02.   | 2458,6 |
| 2020   | 08.   | 1131,8 |
| 2022   | 01.   | 1203,3 |
| 2023   | 02.   | 2913,8 |
| 2024   | 01.   | 2494,7 |
| 2025   | 07.   | 1121,1 |

### Grand-Prix-Platzierungen
| Saison | Platz | Punkte |
| ------ | ----- | ------ |
| 2011   | 84.   | 0002   |
| 2012   | 61.   | 0013   |
| 2013   | 75.   | 0011   |
| 2014   | 26.   | 0087   |
| 2015   | 07.   | 0240   |
| 2016   | 04.   | 0304   |
| 2017   | 24.   | 0105   |
| 2018   | 21.   | 0094   |
| 2019   | 30.   | 0076   |
| 2021   | 19.   | 0124   |
| 2022   | 12.   | 0094   |
| 2023   | 20.   | 0103   |
| 2024   | 02.   | 0305   |

### Continental-Cup-Platzierungen
| Saison  | Platz | Punkte |
| ------- | ----- | ------ |
| 2010/11 | 27.   | 0241   |
| 2011/12 | 13.   | 0483   |
| 2012/13 | 13.   | 0591   |
| 2013/14 | 70.   | 0096   |
| 2016/17 | 70.   | 0120   |
| 2017/18 | 50.   | 0180   |
| 2018/19 | 81.   | 0080   |

### Weltrekord
| #   | Schanze (Hillsize)      | Ort       | Land     | Weite   | aufgestellt am | Rekord bis    |
| --- | ----------------------- | --------- | -------- | ------- | -------------- | ------------- |
| 109 | Vikersundbakken (HS225) | Vikersund | Norwegen | 253,5 m | 18. März 2017  | 30. März 2025 |

### Schanzenrekorde
| Schanze (Hillsize)                 | Ort           | Land       | Weite   | aufgestellt am    | Rekord bis        |
| ---------------------------------- | ------------- | ---------- | ------- | ----------------- | ----------------- |
| Malinka (HS134)                    | Wisła         | Polen      | 139,0 m | 8. Jänner 2013    | 13. Jänner 2024   |
| Tramplin Stork (HS134)             | Nischni Tagil | Russland   | 138,0 m | 14. Dezember 2014 | 13. Dezember 2015 |
| Bergiselschanze (HS130)            | Innsbruck     | Österreich | 137,0 m | 4. Jänner 2015    | 4. Jänner 2015    |
| Ōkurayama-Schanze (HS137)          | Sapporo       | Japan      | 144,0 m | 12. Februar 2017  | 26. Jänner 2019   |
| Alpensia (HS109)                   | Pyeongchang   | Südkorea   | 113,5 m | 16. Februar 2017  | aktuell           |
| Vikersundbakken (HS225)            | Vikersund     | Norwegen   | 253,5 m | 18. März 2017     | aktuell           |
| Letalnica bratov Gorišek (HS225)   | Planica       | Slowenien  | 251,0 m | 25. März 2017     | 25. März 2017     |
| Rukatunturi-Schanze (HS142)        | Ruka          | Finnland   | 147,5 m | 25. November 2017 | 26. November 2022 |
| Trambulina Valea Cărbunării (HS97) | Râșnov        | Rumänien   | 103,0 m | 22. Februar 2020  | aktuell           |
| Bloudkova velikanka (HS102)        | Planica       | Slowenien  | 102,5 m | 25. Februar 2023  | 25. Februar 2023  |

## Privates
Stefan Kraft ist seit dem 21. August 2022 mit seiner langjährigen Freundin Marisa Probst verheiratet.

## Auszeichnungen
- 2024: Salzburger des Jahres[21]